# انتشارات دانشگاه جانز هاپکینز
انتشارات دانشگاه جانز هاپکینز (به انگلیسی: Johns Hopkins University Press) شرکتی انتشاراتی است که توسط دانشگاه جانز هاپکینز اداره می‌شود و ناشر کتاب، ژورنال، و پایگاه‌های داده الکترونیک است. این انتشارات که قدیمی‌ترین شرکت از نوع خود در آمریکا است، در سال ۱۸۷۸ گشایش یافت و به عنوان بزرگترین ناشر دانشگاهی ایالات متحده شناخته می‌شد.